# Url (Fluss)
Die Url ist ein ca. 35 km langer Fluss in Niederösterreich, der durch das Mostviertel fließt und kurz vor Amstetten von links in die Ybbs mündet. Das Gewässer wird zum Wildwasserpaddeln genutzt, wobei Ertl eine gute Einstiegsstelle darstellt. Ein größerer Ort am Oberlauf ist Sankt Peter in der Au. Zum Fischbestand gehören Regenbogen- und Bachforelle, Äsche, Saibling, Aitel, Nase, Barbe, Hecht und Barsch. Man findet am Fluss Eisvögel, Kiebitze und Reiher.
Bekannt ist auch der Urltaler Obstwein (Most).
Beim Kleinwasserkraftwerk in Pilsing, einem Weiler der Stadt Amstetten, wurde 2014 eine Fischaufstiegshilfe installiert. Neben der Wasserkraftschnecke, die zur Stromgewinnung eingesetzt wird, wurde ebenso eine Schnecke angebracht, mit der sich die Fische und andere Lebewesen in das Oberwasser bewegen können. Erste Tests zeigen eine fünfmal so starke Aufstiegshäufigkeit als bei herkömmlichen Systemen.
Der Fluss wurde erstmals im Jahr 863 als „atque Hurulam“ urkundlich erwähnt. Der Name könnte mit dem urindogermanischen Wort *h2ur-ló- „feucht sein“ in Zusammenhang stehen.